# Intel X48
| Intel X48        | Intel X48                                        |
| ---------------- | ------------------------------------------------ |
|                  |                                                  |
| Поддержка ЦП     | Core 2 Duo Core 2 Quad Pentium Dual-Core Celeron |
| Поддержка сокета | LGA775                                           |
| TDP              | 30,5 Вт                                          |
| Предшественник   | X38                                              |
| Преемник         | X58                                              |

Intel X48 — чипсет Intel для процессоров семейств Celeron, Pentium и Core 2, выпущенный весной 2008 года. 
Отличие от чипсета X38 состоит в отсутствии поддержки DDR2, также — официальная поддержка частоты FSB 1600 МГц.

## Краткие характеристики
- поддержка всех процессоров семейств Celeron, Pentium и Core 2 (Duo/Quad/Extreme) с частотой системной шины от 800 до 1600 МГц, включая модели на ядрах Wolfdale/Yorkfield (Penryn);
- двухканальный контроллер памяти DDR3-800/1066/1333 с поддержкой до 4 модулей DIMM суммарным объёмом до 8 ГБ (без ECC) и технологиями Fast Memory Access и Flex Memory, а также с поддержкой стандарта XMP, включая память на более высоких частотах;
- 2 графических интерфейса PCI Express 2.0 x16;
- Шина DMI (с пропускной способностью ~2 ГБ/с) до южного моста семейства ICH9;
- до 6 портов PCIEx1;
- до 4 слотов PCI;
- 4/6 (4 у ICH9, 6 у ICH9R) портов Serial ATA II на 4/6 устройств SATA-300 (SATA-II, второе поколение стандарта), с поддержкой режима AHCI и функций вроде NCQ (только для ICH9R), с возможностью индивидуального отключения, с поддержкой eSATA и разветвителей портов;
- возможность организации RAID-массива (только для ICH9R) уровней 0, 1, 0+1 (10) и 5 с функцией Matrix RAID (один набор дисков может использоваться сразу в нескольких режимах RAID — например, на двух дисках можно организовать RAID 0 и RAID 1, под каждый массив будет выделена своя часть диска);
- 12 устройств USB 2.0 с возможностью индивидуального отключения;
- MAC-контроллер Gigabit Ethernet и специальный интерфейс (LCI/GLCI) для подключения PHY-контроллера (i82566 для реализации Gigabit Ethernet, i82562 для реализации Fast Ethernet);
- поддержка Intel Turbo Memory;
- High Definition Audio (7.1);
- обвязка для низкоскоростной и устаревшей периферии, прочее.

## Особенности чипсета
Задание профилей XMP в неиспользуемой области SPD позволяет быстро выставить разгонный режим работы модулей ОЗУ с учетом таких нюансов, как повышение необходимого для этого напряжения. От применённого чипсета работоспособность профилей XMP не зависит, но Intel подчеркивает, что именно X48 — первый чипсет, сертифицированный для работы с этой технологией. Это позволяет, точно как в случае с nForce 790i, заявить официальную поддержку DDR3-1600 (и даже более скоростных режимов), правда, модули должны иметь расширенный блок SPD — с XMP или EPP 2.0, в случае чипсетов Intel и NVIDIA соответственно.
Также южный мост для X48 использован из семейства ICH9.

## Тепловыделение
Тепловыделение у X48 (и X38) не столь блестяще, как у, например, обычных чипсетов линейки Intel: горячий контроллер PCI Express 2.0 вносит свою существенную лепту. Разница вполне заметна и в цифрах (TDP у X48 — 30,5 Вт, а у X38 — 26,5 Вт, в то время как у P35 — 16 Вт), и в требуемых системах охлаждения. В то же время, тепловыделение чипсетов nForce 790i, по-видимому, все-таки заметно выше, хотя здесь уже приходится опираться на визуальные наблюдения.